# Nemonychidae
Nemonychidae je malá čeleď nosatců, zařazená do skupiny primitivních nosatců, protože mají spíše rovná než zahnutá tykadla.
Nemonychidae se živí pylem jehličnatých stromů, například borovice.

## Taxonomie
- podčeleď Cimberidinae
  - tribus Cimberidini
    - rod Cimberis Des Gozis, 1881
      - druh Cimberis attelaboides (Fabricius, 1787)
- podčeleď Doydirhynchini
  - rod Doydirhynchus Dejean, 1821
    - druh Doydirhynchus austriacus (Olivier, 1807)
- podčeleď Nemonychinae Bedel, 1882
  - rod Nemonyx L.Redtenbacher, 1845
    - druh Nemonyx lepturoides (Fabricius, 1801)